# Спектр нейтронов
Спектр нейтронов — функция, описывающая распределение нейтронов по энергии. В реакторной технике и ядерной физике, выделяют несколько областей спектра энергии нейтронов:
- По «скорости»:
  - Релятивистские нейтроны, с энергией более 1010 эВ;
  - Быстрые нейтроны, с энергией больше 0.1 МэВ (иногда больше 1 МэВ)
  - Медленные нейтроны, общее название нейтронов с энергией менее 0.1 МэВ.
- По «Температуре»:
  - Надтепловые нейтроны, с энергией от 0.025 до 1 эВ.
    - Горячие нейтроны, с энергией порядка 0.2 эВ.
    - Тепловые нейтроны, с энергией примерно 0,025 эВ

  - Холодные нейтроны, с энергией от 5⋅10−5 эВ до 0.025 эВ.
    - Очень холодные нейтроны, с энергией от 2⋅10−7 эВ до 5⋅10−5 эВ.
    - Ультрахолодные нейтроны, с энергией менее 2⋅10−7 эВ.
- По принадлежности к «области энергий»:
  - Нейтроны континуальной области с энергией от 0.01 МэВ до 25 МэВ.
  - Нейтроны резонансной области с энергией от 1 эВ до 0.01 МэВ.
  - Нейтроны низких энергий с энергией менее 1 эВ.

## Трудности точной идентификации
Границы между областями достаточно условны и в некоторых случаях могут быть другими. Нижняя граница для части энергетического спектра быстрых нейтронов выбрана именно такой потому, что нейтроны с энергией 0,8 МэВ и выше способны вызвать реакцию деления изотопа U-238. Верхняя граница для части энергетического спектра тепловых нейтронов обусловлена способностью нейтронов именно в этом диапазоне энергий вызывать реакцию деления изотопа U-235. Нейтроны из промежуточного диапазона энергии часто называют резонансными из-за того, что сечения реакций взаимодействия нейтронов с веществом для части химических изотопов носят резонансный характер — гладкая зависимость сечений от энергии нейтрона нарушается одним или несколькими узкими пиками-резонансами.
Имеется ряд изотопов, для которых сечение взаимодействия с нейтронами в области энергий от единиц до сотен эВ имеет столь часто расположенные резонансы, что они сливаются и физически неразделимы. В таких случаях эту часть спектра называют областью с неразрешенными резонансами.

## Тепловые нейтроны
Быстрые нейтроны, образующиеся, например, при ядерной реакции деления, после нескольких столкновений с ядрами вещества теряют свою кинетическую энергию и становятся тепловыми. Сечение поглощения теплового нейтрона ядром 235U с последующим делением существенно выше по сравнению с сечением деления быстрыми нейтронами. Поэтому в ядерных реакторах часто используют замедлители нейтронов для того, чтобы можно было использовать топливо с меньшей концентрацией делящегося вещества.
22 октября 1934 года группа итальянских физиков-атомщиков, возглавляемая Энрико Ферми, обнаружила, что ядра атомов захватывают нейтроны в сотни раз эффективнее, если предварительно между мишенью и источником этих нейтронов разместить парафин или массу воды (очень удачно, что в институте в Риме был бассейн с золотыми рыбками). Ферми быстро придумал простое объяснение этому явлению: быстрые нейтроны, сталкиваясь со значительным количеством нуклонов, замедляются, а медленный нейтрон, в отличие от слишком быстрого, может «спокойно» подойти к ядру и быть захваченным ядром с помощью сильного взаимодействия. В результате осуществлялась следующая реакция получения искусственных изотопов: ядро с зарядом Z и массовым числом N, захватив нейтрон, превращалось в изотоп с массовым числом N+1. В силу нестабильности данного изотопа нейтрон распадается с образованием протона, электрона и антинейтрино. В результате получается элемент с зарядом ядра Z+1 и массовым числом N+1.
Это выглядело очень необычным — ядро привыкли считать чем-то невероятно прочным, и, согласно здравому смыслу, чтобы его изменить, необходимо повлиять на него чем-то очень энергичным, очень быстрым — например быстрой альфа-частицей или быстрым протоном. И ускорители были изобретены для той же цели — получить как можно более быстрые частицы для как можно более мощного воздействия на атомы. А для нейтрона всё оказалось ровным счётом наоборот — чем медленнее он двигался, тем с большей лёгкостью возникали реакции превращения элементов. Именно это открытие проложило дорогу к созданию ядерного реактора.